# Bali (album)
Bali – album zawierający muzykę etniczną w stylu gamelan, wykonywaną na wyspach Bali, Jawie i na Filipinach. 
Nagrania są częścią UNESCO Collection of Traditional Music of the World, a sama płyta wydana została we współpracy z Międzynarodowym Funduszem Popierania Kultury UNESCO i Muzeum Azji i Pacyfiku w Warszawie. Album jest częścią cyklu płyt Poljazzu z muzyką etniczną (Indie, Bali, Filipiny, Filipiny – Ilocos Norte, Gamelan Sundajski i Gamelan Jawajski).
Nagrania zarejestrowano 30 lipca 1981 w Sumatera (strona A) i Kesiman (strona B) na wyspie Bali. Monofoniczny, winylowy LP wydany został przez wytwórnię Poljazz (PSJ 109), płytę wytłoczono w wytwórni Pronit.
Reedycja na CD ukazała się w 2004 nakładem Agencji Artystycznej MTJ (CD 10311). 

## Muzycy
strona A (system pentatoniczny, skala pelog, rodzaj gongów - Gong Kebyar)
- Made Lelok – cymbały (Cengceng)
- Wayan Suweca – bębny (Kendhang I)
- Nyoman Sudarma – bębny (Kendhang II)
- Wayan Raka – gong
- Wayan Dana – gong (Kempur)
- Wayan Kandra – gong (Kenong)
- Wayan Yudha – gong (Reyong)
- Wayan Wira – gong (Terompong)
- Nyoman Candra – metalofon (Jegog I)
- Made Mustika – metalofon (Jegog II)
- Wayan Goria – metalofon (Pemade I)
- Nyoman Sadha – metalofon (Pemade II)
- Wayan Nuka – metalofon (Pemade III)
- Wayan Budi – metalofon (Pemade IV)
- Wayan Konclan – metalofon (Ugal)
- Nyoman Cakra Nadi – Jubleg I
- Samirana – Jubleg II
- Made Suardana – Kanthil I
- Wayan Arya Perwira – Kanthil II
- Nyoman Trisna – Kanthil III
- Wayan Ajus – Kanthil IV

strona B (system pentatoniczny, skala slendro, rodzaj gongów - Gong Grantang Joged Bumbung)
- Wayan Degig – cymbały (Cengceng)
- Wayan Rinceg – bębny (Kendhang)
- Wayan Rugeg – flet (Suling I)
- Made Warda – flet (Suling II)
- Made Murya – flet (Suling III)
- Wayan Tunas – flet (Suling IV)
- Wayan Bendhon – flet (Suling V)
- Nyoman Malun – flet (Suling VI)
- Nyoman Loteng – gong (Kempur)
- Wayan Wardi – gong (Klenang)
- Wayan Lebih – Grantang I
- Made Jati – Grantang II
- Made Gara – Grantang III
- Wayan Jagra – Grantang IV
- Wayan Tantra – Tawa-tawa

## Lista utworów
Strona A
| 1. | „Tabuh Smaradana”                                                              | 24:25 |
|    | - a „Pangalihan” - b „Pengawak” - c „Pengisep” - d „Pengecet” - e „Tabuh Telu” |       |
|    |                                                                                | 24:25 |
|    |                                                                                |       |
Strona B
| 1. | Kompozycja I (trad.)              | 5:15  |
|    |                                   |       |
| 2. | Kompozycja II (muz. Wayan Rinceg) | 5:40  |
|    |                                   |       |
| 3. | Kompozycja III (muz. Made Gara)   | 6:17  |
|    |                                   |       |
| 4. | Kompozycja IV (muz. Made Gara)    | 3:30  |
|    |                                   |       |
|    |                                   | 20:42 |
|    |                                   |       |

## Informacje uzupełniające
- Nagrania – Eugeniusz Ostapkowicz, Marek Cabanowski, Zbigniew Sierszuła
- Layout – Ryszard Gruszczyński
- Projekt graficzny – Piotr Kłosek
- Omówienie (opis) na okładce – Robert Stiller
- Zdjęcia – Marek Cabanowski, Zbigniew Sierszuła